# Solbiate

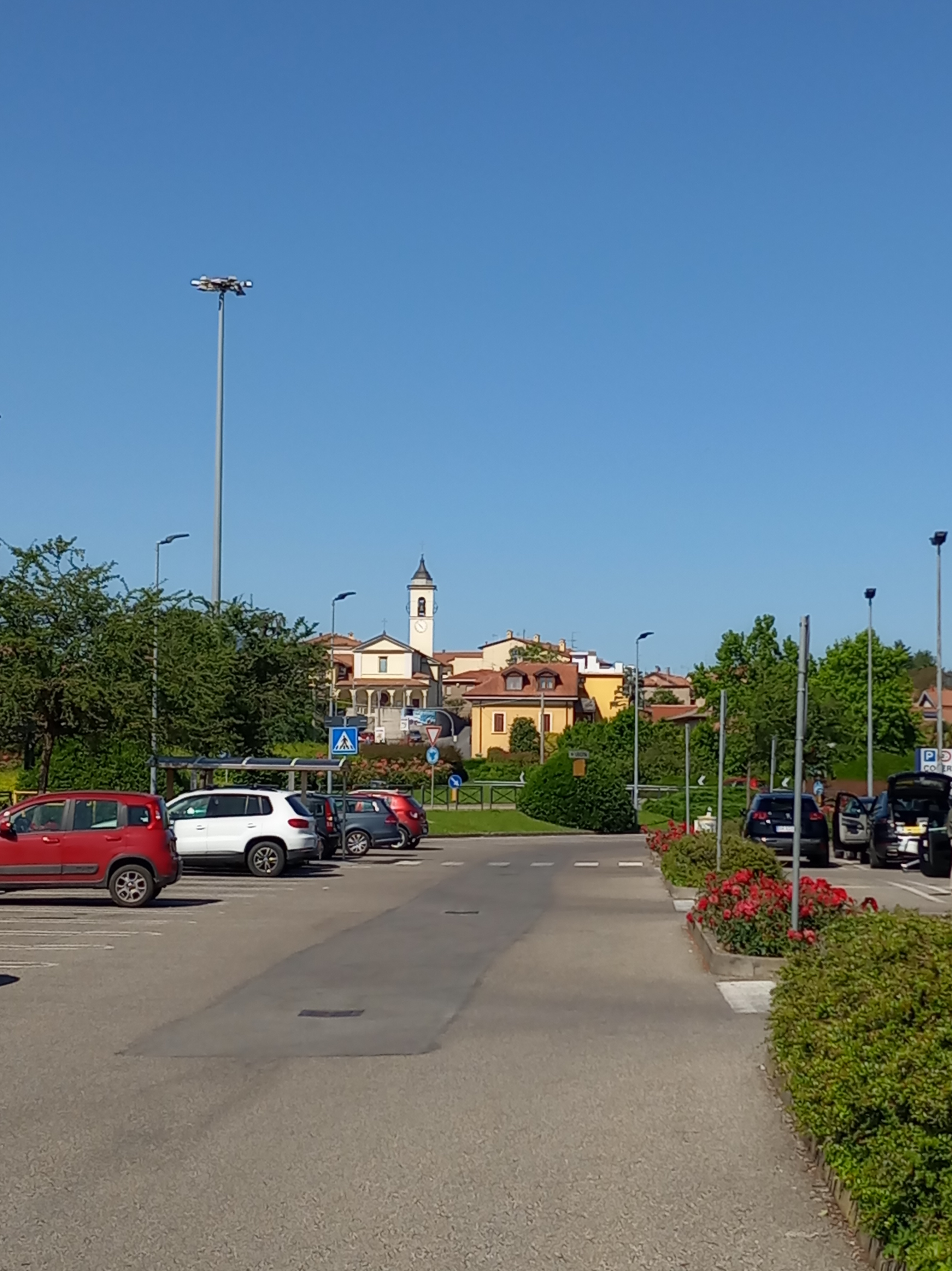
Solbiate (2022)

Solbiate (lombardisch: Sulbiaa) ist eine Fraktion und Gemeindesitz der italienischen Gemeinde (comune) Solbiate con Cagno in der Provinz Como, Region Lombardei.

## Geographie
Der Ort liegt etwa 12 Kilometer westsüdwestlich von Como und etwa 8,5 Kilometer ostsüdöstlich von Varese in den italienischen Voralpen.

## Geschichte
Solbiate war bis 2018 eine eigenständige Gemeinde und schloss sich am 1. Januar 2019 mit der Nachbargemeinde Cagno zur neuen Gemeinde Solbiate con Cagno zusammen.

## Verkehr
Durch den Ort führt die frühere Staatsstraße 342 (heute eine Provinzstraße) von Bergamo nach Varese. Der Bahnhof an der früheren Bahnstrecke Como–Varese ist mit dem Streckenteil zwischen Malnate und Grandate 1966 aufgelassen worden.

## Sehenswürdigkeiten
- Pfarrkirche Sant’Alessandro (17. Jahrhundert)[2]
- Kirche Santi Fermo e Lorenzo (1802) in der Fraktion Concagno[3]
- Kirche San Quirico (17. Jahrhundert)[4]
- Oratorium Santa Lucia